# Ifconfig
ifconfig（interface configuration的缩写）是在类Unix作业系统中于命令行界面（CLI）下或系统配置脚本中用于配置、控制及查询TCP/IP网络接口的系统管理工具。ifconfig最初于4.2BSD中作为BSD TCP/IP协议族的一部分出现。

## 用法
ifconfig的常见用途包括设置接口的IP地址和子网掩码，以及禁用与启用接口。在启动时，许多类Unix作业系统通过调用ifconfig的shell脚本初始化网络接口。作为交互工具，系统管理员经常使用其来显示并分析网络接口参数。下面的样例输出展示了一Linux主机（接口eth0）和OpenBSD主机上的ural0活跃接口状态：
```
 eth0      Link encap:Ethernet  HWaddr 00:0F:20:CF:8B:42
           inet addr:217.149.127.10  Bcast:217.149.127.63  Mask:255.255.255.192
           UP BROADCAST RUNNING MULTICAST  MTU:1500  Metric:1
           RX packets:2472694671 errors:1 dropped:0 overruns:0 frame:0
           TX packets:44641779 errors:0 dropped:0 overruns:0 carrier:0
           collisions:0 txqueuelen:1000
           RX bytes:1761467179 (1679.7 Mb)  TX bytes:2870928587 (2737.9 Mb)
           Interrupt:28

```

```
 ural0: flags=8843<UP,BROADCAST,RUNNING,SIMPLEX,MULTICAST> mtu 1500
         lladdr 00:0d:0b:ed:84:fb
         media: IEEE802.11 DS2 mode 11b hostap (autoselect mode 11b hostap)
         status: active
         ieee80211: nwid ARK chan 11 bssid 00:0d:0b:ed:84:fb  100dBm
         inet 172.30.50.1 netmask 0xffffff00 broadcast 172.30.50.255
         inet6 fe80::20d:bff:feed:84fb%ural0 prefixlen 64 scopeid 0xa

```

## 当前状态
开放的伯克利软件套件UNIX作业系统（如NetBSD、OpenBSD和FreeBSD）仍在活跃地开发ifconfig，并将其功能扩展到包含无线网络接口设置、VLAN中继、操控硬件功能（如TSO或硬件检验和计算）及设置桥接与隧道接口等。
Solaris曾经使用ifconfig来进行所有网络相关的配置，但自Solaris 10引入dladm来进行链路层（OSI模型第二层）配置后，ifconfig就仅能被用于进行IP（OSI模型第三层）配置。并且用户被建议使用ipadm而不是ifconfig来配置IP因为ifconfig所作出的配置不是持久的。
在旧的Linux发行版中，ifconfig与route命令一同使用，用于连接计算机到网络及定义不同网络间的路由。Linux上的ifconfig是net-tools软件包的一部分。
现代Linux发行版正淘汰ifconfig与route，用iproute2取代過時的net-tools，然而至今仍有许多发行版还未完全替换。

## 相关工具
Microsoft Windows的Windows 9x都提供winipcfg给出当前IP信息的图形化显示。基于Windows NT内核的微软作业系统均有提供ipconfig，一个与ifconfig类似的命令。ipconfig也可控制Windows DHCP客户端。
在Mac OS X中，ifconfig是IPConfiguration的封装，可于命令行控制BootP和DHCP客户端。由于ifconfig工作在协助管理网络设置的系统框架之下，不推荐使用ifconfig更改OS X的网络设置。要在命令行中更动Mac OS X的网络设置，应使用/usr/sbin/ipconfig或/usr/sbin/networksetup。
iwconfig，Wireless tools for Linux的一部分，名字即来源于ifconfig，用于管理在Linux的ifconfig最初范围外的无线网络接口。iwconfig可修改如无线网络的SSID和WEP密钥的无线网络专有设置，并与iwlist协同工作。Linux也包含iwspy以读取无线连接的信号、噪音与质量。
其它配置以太网适配器的相关工具包括适用Linux的ethtool、mii-tool、mii-diag，以及适用于Solaris的dladm show-link。
Solaris也提供ipadm来管理IP配置。